# Esqui estilo livre na Universíada de Inverno de 2013
As competições de esqui estilo livre na Universíada de Inverno de 2013 foram disputadas no Monte Bondone em Trentino, Itália entre 15 e 18 de dezembro de 2013.

## Calendário
| Esqui estilo livre     | Dezembro  | Dezembro  | Dezembro  | Dezembro  | Dezembro  | Dezembro  | Dezembro  | Dezembro  | Dezembro  | Dezembro  | Dezembro  | Dezembro  |
| Esqui estilo livre     | 10        | 11        | 12        | 13        | 14        | 15        | 16        | 17        | 18        | 19        | 20        | 21        |
| Masculino              | Masculino | Masculino | Masculino | Masculino | Masculino | Masculino | Masculino | Masculino | Masculino | Masculino | Masculino | Masculino |
| ---------------------- | --------- | --------- | --------- | --------- | --------- | --------- | --------- | --------- | --------- | --------- | --------- | --------- |
| Individual esqui cross |           |           |           |           |           | 1         |           |           |           |           |           |           |
| Individual slopestyle  |           |           |           |           |           |           |           |           | 1         |           |           |           |
| Feminino               |           |           |           |           |           |           |           |           |           |           |           |           |
| Individual esqui cross |           |           |           |           |           | 1         |           |           |           |           |           |           |
| Individual slopestyle  |           |           |           |           |           |           |           |           | 1         |           |           |           |

|  | Treino não oficial |  | Treino oficial |  | Dia de competição |  | Dia de final |

## Medalhistas
| Evento                 | Ouro                | Prata                   | Bronze                  |
| Masculino              | Masculino           | Masculino               | Masculino               |
| ---------------------- | ------------------- | ----------------------- | ----------------------- |
| Individual esqui cross | POL Mateusz Habrat  | RUS Igor Omelin         | CZE Jiri Cech           |
| Individual slopestyle  | FIN Kalle Leinonen  | POL Szczepan Karpiel    | NED Janne Van Enckevort |
| Feminino               |                     |                         |                         |
| Individual esqui cross | RUS Daria Nikolaeva | RUS Violetta Kovalskaya | RUS Viktoria Strunk     |
| Individual slopestyle  | USA Alexis Keeney   | SUI Fabienne Werder     | USA Katie Souza         |

## Quadro de medalhas
| Ordem | País               | Medalha de ouro | Medalha de prata | Medalha de bronze |    |
| ----- | ------------------ | --------------- | ---------------- | ----------------- | -- |
| 1     | RUS Rússia         | 1               | 2                | 1                 | 4  |
| 2     | POL Polônia        | 1               | 1                |                   | 2  |
| 3     | USA Estados Unidos | 1               |                  | 1                 | 2  |
| 4     | FIN Finlândia      | 1               |                  |                   | 1  |
| 5     | SUI Suíça          |                 | 1                |                   | 1  |
| 6     | CZE Chéquia        |                 |                  | 1                 | 1  |
|       | NED Países Baixos  |                 |                  | 1                 | 1  |
| TOTAL | TOTAL              | 4               | 4                | 4                 | 12 |